# Žerjavinec
Žerjavinec je naselje u sastavu Grada Zagreba. Nalazi se u gradskoj četvrti Sesvete.
U naselju je 2004. godine izgrađena 400/110kV trafostanica.

## Stanovništvo
Prema popisu stanovništva iz 2001. godine, naselje je imalo 537 stanovnika te 155 obiteljskih kućanstava.

Prema popisu stanovništva 2011. godine naselje je imalo 556 stanovnika.
| broj stanovnika | 244   | 267   | 247   | 367   | 337   | 390   | 382   | 433   | 441   | 427   | 435   | 417   | 362   | 410   | 537   | 556   | 526   |
|                 | 1857. | 1869. | 1880. | 1890. | 1900. | 1910. | 1921. | 1931. | 1948. | 1953. | 1961. | 1971. | 1981. | 1991. | 2001. | 2011. | 2021. |

## Šport
- NK Prigorje, nogometni klub